# Бхумака
Бхумака (помер 119) — правитель Західних Кшатрапів початку II століття.